# Uroleucon martini
Uroleucon martini är en insektsart som först beskrevs av Cockerell, T.D.A. 1903.  Uroleucon martini ingår i släktet Uroleucon och familjen långrörsbladlöss. Inga underarter finns listade i Catalogue of Life.